# Hrabstwo Holmes (Floryda)
Holmes – hrabstwo w stanie Floryda, w USA. Jego siedzibą administracyjną jest Bonifay.
Powierzchnia hrabstwa to 1266 km², w tym 26 km² (2,1%) stanowią wody. Gęstość zaludnienia wynosi 15,9 osób/km².

## Miejscowości
- Bonifay
- Esto
- Noma
- Ponce de Leon
- Westville

## Sąsiednie hrabstwa
- Hrabstwo Geneva, Alabama – północ
- Hrabstwo Jackson – wschód
- Hrabstwo Washington – południe
- Hrabstwo Walton – zachód

## Demografia
Według spisu z 2020 roku liczy 19 653 mieszkańców, co oznacza spadek o 1,4% w porównaniu z poprzednim spisem z roku 2010. Według danych pięcioletnich z 2022 roku 88,3% to biali (85,5% nie licząc Latynosów), 6,9% czarnoskórzy lub Afroamerykanie, 2,7% miało rasę mieszaną, 1,2% rdzenna ludność Ameryki, 0,8% Azjaci i 0,2% pochodziło z wysp Pacyfiku. Latynosi stanowili 3,4% populacji hrabstwa.

## Religia
W 2020 roku pod względem członkostwa, hrabstwo zdominowane jest przez protestanckie wspólnoty, głównie baptystyczne (ponad 20%) i zielonoświątkowe (ponad 10%). Mormoni, świadkowie Jehowy i katolicy stanowili łącznie 3% populacji. 

## Polityka
Jest to najbardziej republikańskie hrabstwo na Florydzie, gdzie w wyborach prezydenckich w 2020 roku, 89,1% głosów otrzymał Donald Trump i 10,2% przypadło dla Joe Bidena.